# Ludovico Carracci

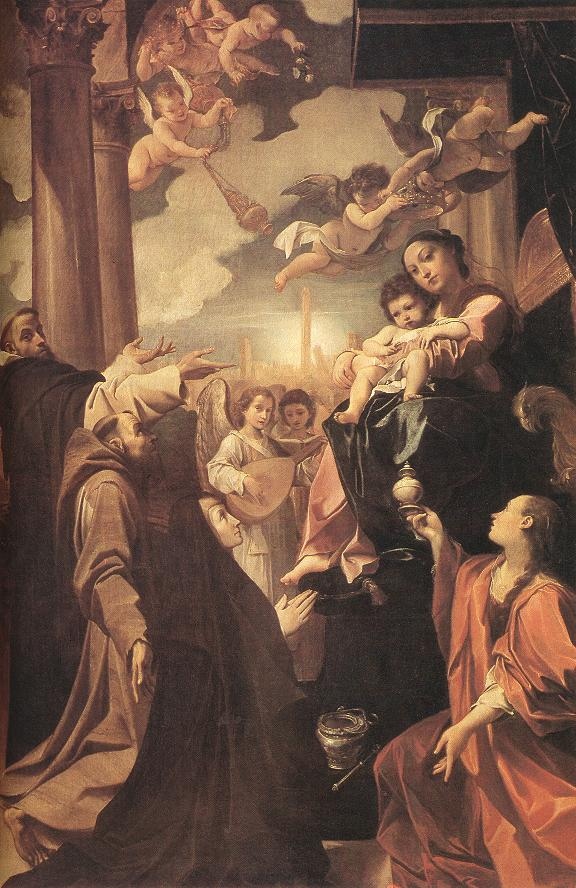
Bargellinimadonnan (1588). Pinacoteca Nazionale i Bologna.

Ludovico Carracci, även stavad Lodovico Carracci, född 21 april 1555 i Bologna, död 13 november 1619 i Bologna, var en italiensk målare. Han var äldre kusin till Agostino och Annibale Carracci.
Ludovico Carracci gick i lära hos manieristen Prospero Fontana i Bologna samt hos Domenico Passignano i Florens och var från 1578 medlem i målargillet i sin hemstad. 
Även om Ludovicos måleri inte når samma höjd och fulländning som kusinen och eleven Annibale Carraccis, så är han den förste som lyckas frigöra sig från senmanierismens formspråk. 
Genom ett intensivt naturstudium fann Ludovico Carracci en ny konststil. Han bearbetade inflytandet från Correggio, Tizian och Tintoretto. 
Ur Carraccis verkstad framgår Accademia dei Desiderosi ("De strävsammas akademi"), vilken han ledde sedan bröderna Agostino och Annibale flyttat från Bologna. Carracci är representerad vid bland annat Göteborgs konstmuseum och Nationalmuseum.